# Weltmeisterschaften im Trampolinturnen 2011
Die 28. Turn-Weltmeisterschaften im Trampolinturnen fanden vom 17. bis 20. November 2011 in der National Indoor Arena in Birmingham, Vereinigtes Königreich statt.

## Ergebnisse

### Männer Einzel
| Rang | Land                | Turner      |
| ---- | ------------------- | ----------- |
|      | Volksrepublik China | Lu Chunlong |
|      | Volksrepublik China | Dong Dong   |
|      | Japan               | Masaki Itō  |

### Männer Team
| Rang | Land                | Turner                                                          |
| ---- | ------------------- | --------------------------------------------------------------- |
|      | Japan               | Tatsuya Sotomura Yasuhiro Ueyama Masaki Itō Takashi Sakamoto    |
|      | Volksrepublik China | Dong Dong Lu Chunlong Tu Xiao Ye Shuai                          |
|      | Russland            | Aleksej Ilschew Nikita Fedorenko Dmitri Uschakow Michail Melnik |

### Synchron Männer
| Rang | Land                | Turner                            |
| ---- | ------------------- | --------------------------------- |
|      | Volksrepublik China | Tu Xiao Dong Dong                 |
|      | Japan               | Takashi Sakamoto Yasuhiro Ueyama  |
|      | Belarus             | Wjatschaslau Modsel Mikalaj Kasak |

### Doppel Mini-Trampolin Männer
| Rang | Land               | Turner                |
| ---- | ------------------ | --------------------- |
|      | Brasilien          | Bruno Martini         |
|      | Vereinigte Staaten | Austin White          |
|      | Russland           | Jewgeni Tschernojanow |

### Doppel Mini-Trampolin Team Männer
| Rang | Land               | Turner                                                                 |
| ---- | ------------------ | ---------------------------------------------------------------------- |
|      | Kanada             | Denis Vachon Alexander Seifert Keegan Soehn Jonathon Schwaiger         |
|      | Brasilien          | Edmon Vidal de Abreu Arthur Lotte Bruno Martini Rodrigo Isidoro Bachur |
|      | Vereinigte Staaten | Ryan Roberts Kalon Ludvigson Katz Trey Austin White                    |

### Tumbling Männer
| Rang | Land                | Turner        |
| ---- | ------------------- | ------------- |
|      | Volksrepublik China | Yang Song     |
|      | Volksrepublik China | Zhang Luo     |
|      | Russland            | Andrei Krylow |

### Tumbling Team Männer
| Rang | Land                | Turner                                                                           |
| ---- | ------------------- | -------------------------------------------------------------------------------- |
|      | Volksrepublik China | Zhangt Luo Yang Song Tao Yi Zhang Lingfeng                                       |
|      | Russland            | Mikhail Kostjanow Grogory Noskow Tagir Murtasajew Andrei Krylow                  |
|      | Kanada              | Jonathon Schwaiger Jocelyn Charpentier-Leclerc Alexander Seifert Vincent Lavoire |

### Damen Einzel
| Rank | Land                | Turnerin            |
| ---- | ------------------- | ------------------- |
|      | Volksrepublik China | He Wenna            |
|      | Kanada              | Rosannagh MacLennan |
|      | Volksrepublik China | Li Dan              |

### Damen Team
| Rank | Land                   | Turnerin                                                         |
| ---- | ---------------------- | ---------------------------------------------------------------- |
|      | Volksrepublik China    | Huang Shanshan Li Dan Zhong Xingping He Wenna                    |
|      | Vereinigtes Königreich | Emma Smith Laura Gallagher Kat Driscoll Bryony Page              |
|      | Kanada                 | Karen Cockburn Samantha Smith Rosannagh MacLennan Mariah Madigan |

### Synchron Damen
| Rang | Land                   | Turner                             |
| ---- | ---------------------- | ---------------------------------- |
|      | Deutschland            | Anna Dogonadze Jessica Simon       |
|      | Kanada                 | Karen Cockburn Rosannagh MacLennan |
|      | Vereinigtes Königreich | Kat Driscoll Amanda Parker         |

### Doppel Mini-Trampolin Damen
| Rang | Land      | Turner             |
| ---- | --------- | ------------------ |
|      | Russland  | Swetlana Balandina |
|      | Südafrika | Bianca Zooneykind  |
|      | Russland  | Victoria Woronina  |

### Doppel Mini-Trampolin Team Damen
| Rang | Land               | Turner                                                         |
| ---- | ------------------ | -------------------------------------------------------------- |
|      | Kanada             | Mariah Madigan Coriss Boychuk Gillian Bruce Chelsea Nerpio     |
|      | Portugal           | Joana da Silva Pereira Andreia Robalo Silvia Saiote Ana Robalo |
|      | Vereinigte Staaten | Kristie Lowell Marina Moskalenko Erin Jauch Erica Owen         |

### Tumbling Damen
| Rang | Land                | Turner               |
| ---- | ------------------- | -------------------- |
|      | Volksrepublik China | Jia Fangfang         |
|      | Russland            | Anna Korobeinikowa   |
|      | Russland            | Anzhelika Soldatkina |

### Tumbling Team Damen
| Rang | Land                | Turner                                                                            |
| ---- | ------------------- | --------------------------------------------------------------------------------- |
|      | Volksrepublik China | Chen Lingxi Jia Fangfang Zhang Yuanyuan Guan Shuang                               |
|      | Russland            | Wiktorija Danilenko Jelena Krasnokutskaja Anzhelika Soldatkina Anna Korobeinikowa |
|      | Frankreich          | Mathilde Millory Lauriane Lamperim Jessica Courreges-Clercq                       |

### Medaillenspiegel
| Rang | Nation                 | Gold | Silber | Bronze | Gesamt |
| ---- | ---------------------- | ---- | ------ | ------ | ------ |
| 1    | Volksrepublik China    | 8    | 3      | 1      | 12     |
| 2    | Kanada                 | 2    | 2      | 2      | 6      |
| 3    | Russland               | 1    | 3      | 5      | 9      |
| 4    | Japan                  | 1    | 1      | 1      | 3      |
| 5    | Brasilien              | 1    | 1      | -      | 2      |
| 6    | Deutschland            | 1    | -      | -      | 1      |
| 7    | Vereinigte Staaten     | -    | 1      | 2      | 3      |
| 8    | Vereinigtes Königreich | -    | 1      | 1      | 2      |
| 9    | Südafrika              | -    | 1      | -      | 1      |
| 9    | Portugal               | -    | 1      | -      | 1      |
| 11   | Belarus                | -    | -      | 1      | 1      |
| 11   | Frankreich             | -    | -      | 1      | 1      |